# 瓦奇拉维特·奇瓦雷
瓦奇拉维特·奇瓦雷（皇家轉寫：Vachirawit Chivaaree，1997年12月27日—），小名Bright，是一名泰國男演員、歌手、模特兼节目主持人。他分別憑著劇集《因為我們天生一對》及泰版《流星花園》而獲得廣泛關注。

## 早期經歷
瓦奇拉维特的原名为坤拉滕·奇瓦雷，父親擁有泰國及美國白人血統，母親則是中泰混血兒。他的父母在他小時候就離異了，因此他在泰國由母親的親戚照顧，並與表親一起長大。他來自一個音樂世家，他的叔叔擁有一所音樂學校。8歲時，瓦奇拉维特開始學習多種樂器，包括吉他、貝斯和鼓。
瓦奇拉维特在泰国玫瑰园中学完成了初中教育，在朱拉隆功大学附属学校大学预科班学校完成了高中教育。他最初於泰國法政大學工程學院修讀法政英語工程（TEPE），但入學後即選擇為了演藝工作休學一年，休學後決定放棄法政大學工程學系轉至曼谷大學攻讀市場營銷學士學位（國際課程）。

## 個人生活

### 感情
2024年4月22日，瓦奇拉維特發文承認與鄭乃馨的戀情。

## 演藝經歷

### 影視事業

#### 2013年至2019年：出道初期
2013年，瓦奇拉维特因主持青少年綜藝節目《Strawberry Krubcake》而正式出道。之後，曾拍攝多部MV作品。2016年，憑電影作品《愛情·撒哇滴》正式以演員身份出道。2018年，拍攝多部電視劇作品，其中包括《我愛有你的大海》、《情歌系列之我和你》、《金色相片》、《社交心慌慌》、《情歌系列之你會愛我嗎》、《情歌系列之我們的承諾》和《降服魔女的手段》。2019年，出演電視劇《黎明破曉之前》，並在《愛的警報器》客串少年时期的普鹏。

#### 2020年至今：事業突破
2020年，參演電視劇《只因我們天生一對》，並為劇集演唱片尾曲及插曲。其中歌曲《阻擋我的愛》在2020年第15週及第17週登上泰國JOOX百強歌曲榜榜首。其後因劇集獲得廣泛關注，GMMTV宣佈開拍特別版《因為我們依然天生一對》，同時，他也演唱劇集歌曲。2020年9月，GMMTV宣佈改編自神尾葉子的漫畫《花樣男子》的電視劇《流星花園》的演員人選，其中瓦奇拉維特被選為出演Thyme（與道明寺的角色相同）與新演員彤達婉·奔提維此弓合作，原定於2021年8月播出，但因泰國疫情推遲。其後，此劇於2021年12月18日在GMM 25電視台及Viu首播，2022年4月終映。他和黛薇卡·霍內、鐘朋·阿盧迪吉朋主演的愛情電視劇《天星之愛》於2022年6月在GMM 25電視台及TrueID首播，同年8月終映。
參演的劇集《因為我們天生一對》獲得國際知名度，促使日本電影發行公司和GMMTV合作製作電影。《因為我們天生一對: 電影版》在東京首映，最初計劃在日本的30家電影院放映，由於積極響應，總共增加了近100家影院。原聲大碟《只因我們天生一對: 特別專輯》於2021年6月線上發行，8月於日本發行實體專輯。專輯分別在Oricon公信榜及日本公告牌專輯榜獲得第七位及第五位。

### 音樂事業
除了影視發展，瓦奇拉维特也發佈了音樂作品。2021年2月，和泰國饒舌歌手F.HERO合作推出歌曲《Sad Movie》。同年6月，發行個人首支單曲《Unmovable》並收錄於GMMTV大型音樂企劃《BOYS DON'T CRY》專輯。2022年3月發佈單曲《You Make Me Smile》，8月發佈個人首支英文單曲《Lost&Found》。
2023年5月，加入RISER Music。同年9月，瓦奇拉維特宣佈離開GMMTV及Riser Music並創立個人娛樂公司「Cloud9 Entertainment」。
2024年4月9日，「Cloud9 Entertainment」發佈 瓦奇拉維特首支個人新曲《Long Run》。

## 公眾形象
因《因為我們天生一對》而成名的他，令他成為注目的時尚寵兒及當地的時尚偶像，更入選《時尚 (泰國版)》100位時尚界最具影響力泰國人物榜單及《King Choice》最具魅力亞洲名人榜單 。除此之外，他曾入選為「全球百大型男美女排行榜」第七位、「全球時尚明星排行榜」第五位、「i雜誌亞洲最時尚男性面孔」第二位、「全球最時尚男性」第八位、「最具魅力泰星」第一位 、「2020年點讚數最多的泰國藝人」第一位，並獲選為「泰國最受歡迎演員」及「2020年年度亞洲戲劇演員」第一位。
2021年入選《HOWE 雜誌》50位最具影響力人物及《泰國版時尚雜誌》100位時尚界最具影響力泰國人物。2022年，成為唯一泰國明星入選「Google全球搜尋量最多的亞洲人」。2022年1月，成为首位Instagram追蹤人數超过一千萬的泰國男演員，是首位達此成就的泰國男藝人，也成為首位在Twitter擁有個人話題的泰國明星 。他出眾的外表及身材及在泰國的知名度，令他獲得「泰國的驕傲」、「泰國國寶」、「行走的羅浮宮」、「國民老公」及「廣告天王」等稱號。2023年1月，他在紐約時代廣場的銀幕上被評為「亞洲最具影響力的20位名人」 ，同時他在2023年秋冬時裝週期間創造了最高 EMV（媒體價值），入選為「2023 年全球20位具時尚影響力人物」；另外，他入選為「2023最帥男士」。

## 代言活動

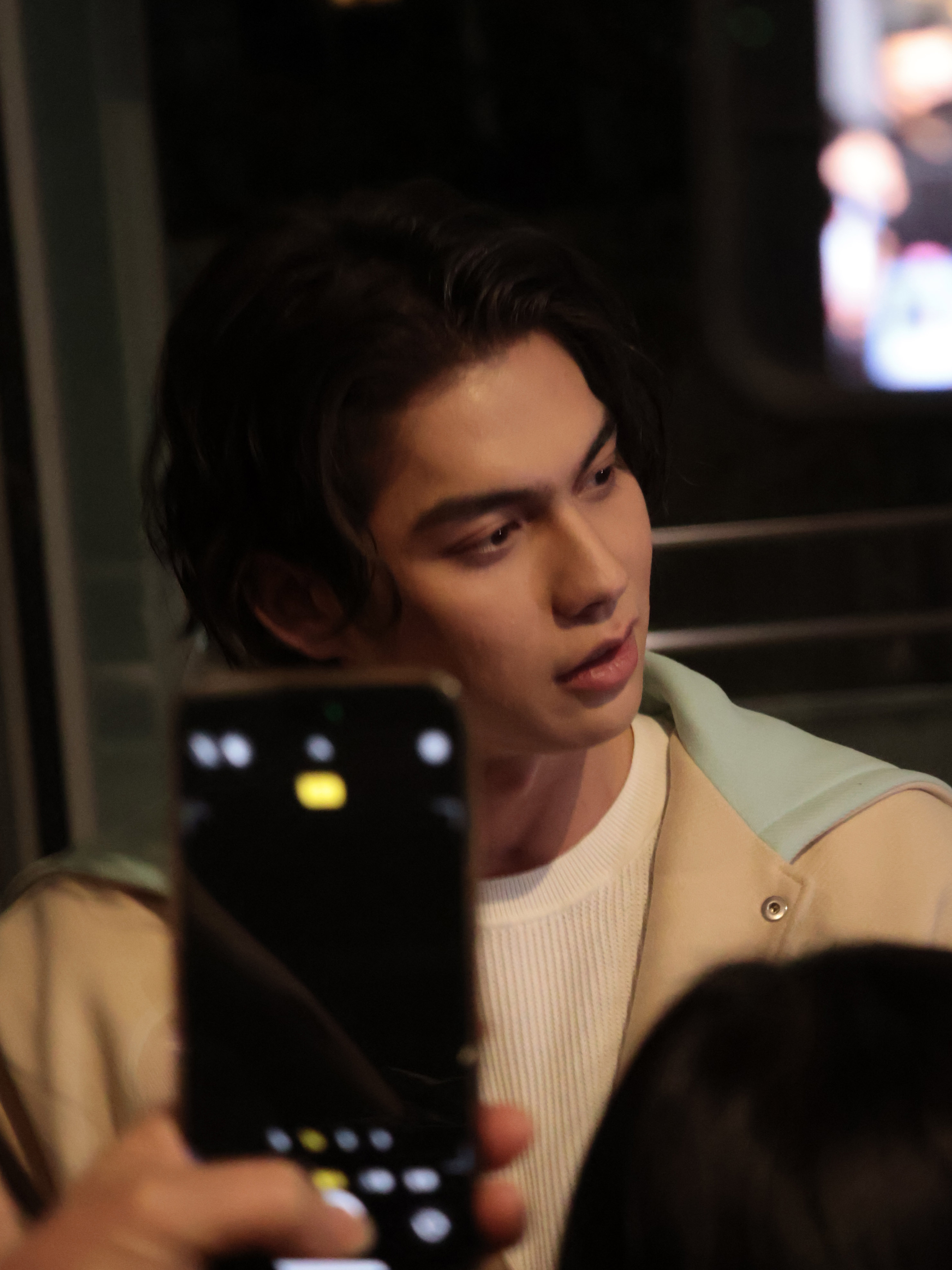
2024年1月24日，瓦奇拉维特·奇瓦雷在中環元創方出席品牌活動

瓦奇拉维特擔任多個本地及國際品牌的形象大使，包括愛迪達、三星Galaxy A53 5G 、韓國本村炸雞、日本NEKKO貓糧、樂事薯片、Ichitan、印尼護膚品牌WhiteStory；以及代言頭髮護理品牌Sunsilk、菲律賓護膚品牌Oxecure、瘦身公司SparSha、泰國7-11的All Café、來贊達、五十鈴汽車,、思高及其他品牌。同時，他成為泰國、馬來西亞及新加坡契爾氏品牌摯友。
"I am honoured to join the Burberry family as a brand ambassador. I have always admired their brand values and work to support communities. I am really excited to work so closely with the house and to bring its new creations to life" – Bright Vachirawit
過去他曾與多個知名品牌合作，包括古馳、普拉達、芬迪、路易·威登、蒂芙尼、聖羅蘭、凡賽斯、迪奧、羅威、香奈兒、寶緹嘉、紀梵希、卡爾文·克雷恩、巴黎世家及亞曼尼。2022 年 2 月秋冬期間，Gucci 的大部分媒體賺取價值 (EMV) 都是由他創造的；同年，他在米蘭時裝週秋冬季為普拉達帶來93萬的媒體影響力價值。Launchmetrics 的首席營銷官 Alison Bringé 認為 Bright 是在時尚活動中引起轟動的最著名的亞洲名人之一。2022年，他擔任愛迪達品牌大使 ，並為品牌締造701萬媒體影響力價值，更被評為「2022年運動裝類別最具影響力人物第三位」；同年獲博柏利選為首位東南亞全球品牌大使。他曾為「Lola Bags」進行了特別拍攝合作、參加了新加坡聖淘沙丹戎海灘俱樂部的快閃活動、首次亮相於意大利時裝設計師 Riccardo Tisci 設計的 2023 年春夏系列，獲得了 170 萬的媒體影響力價值、及出席了 Daniel Lee 的首個 Burberry AW23 系列，獲得 280 萬媒體影響力價值，並引領該系列成為品牌排名第一。
| 品牌                                 | 年份   | 備註                                                                |
| ------------------------------------ | ------ | ------------------------------------------------------------------- |
| Mali Easy Squeeze                    | 2020年 |                                                                     |
| DOVE                                 | 2020年 | 和梅塔文·歐帕西安卡瓊共同代言                                       |
| Oishi Plus C                         | 2020年 | 和梅塔文·歐帕西安卡瓊共同代言                                       |
| 凱蒂娃娃「Nude Matte 系列」          | 2020年 | 和梅塔文·歐帕西安卡瓊共同代言                                       |
| 凱蒂娃娃「Nude Matte 系列」          | 2021年 | 和梅塔文·歐帕西安卡瓊共同代言                                       |
| Snack Jack                           | 2020年 | 和梅塔文·歐帕西安卡瓊共同代言                                       |
| Colly Gluta 膠原蛋白C                | 2020年 |                                                                     |
| Mama Noodles                         | 2020年 |                                                                     |
| OLAY                                 | 2020年 | 和梅塔文·歐帕西安卡瓊共同代言                                       |
| Sunsilk 洗髮精潤髮乳                 | 2020年 | 和梅塔文·歐帕西安卡瓊共同代言                                       |
| Sunsilk 洗髮精潤髮乳                 | 2021年 | 和梅塔文·歐帕西安卡瓊共同代言                                       |
| Sunsilk 洗髮精潤髮乳                 | 2022年 | 和梅塔文·歐帕西安卡瓊共同代言                                       |
| Dutch Mill                           | 2021年 | 和梅塔文·歐帕西安卡瓊、吉拉瓦·蘇提瓦尼沙克、海倫基·查昂格翰共同代言 |
| Lay's                                | 2021年 |                                                                     |
| Lay's                                | 2022年 |                                                                     |
| Burberry                             | 2021年 |                                                                     |
| Burberry                             | 2022年 |                                                                     |
| CP Brand                             | 2021年 |                                                                     |
| PAO Society                          | 2021年 |                                                                     |
| LV                                   | 2021年 |                                                                     |
| Sparsha                              | 2021年 |                                                                     |
| Sparsha                              | 2022年 |                                                                     |
| Kito                                 | 2022年 |                                                                     |
| Scotch                               | 2022年 |                                                                     |
| Oxecure Thailand                     | 2022年 |                                                                     |
| 伊夫·聖洛朗                          | 2022年 |                                                                     |
| Galaxy A53                           | 2022年 |                                                                     |
| Paowin Wash                          | 2022年 |                                                                     |
| Adidas Thailand                      | 2022年 |                                                                     |
| 7-11 Thailand All Cafe               | 2022年 |                                                                     |
| Cathy Doll                           | 待查   |                                                                     |
| Merci Skincare Vitamin C+ 超亮精華液 | 待查   |                                                                     |

## 公益活動
作為公眾人物，他熱心於公益及社會議題，包括支持同性戀社群、支持同性婚姻合法化、野生動物及森林保護、流浪動物等。其中，於2020年5月成立的時尚品牌Astrostuffs的銷售所得將捐給萨柏基金会，以支持其在保護泰國的野生動物和森林的工作。

## 影視作品
瓦奇拉维特·奇瓦雷在主持主持青少年綜藝節目《Strawberry Krubcake》後，曾拍攝多部MV作品。之後，拍攝多部電視劇集，2020年憑藉《因為我們天生一對》系列中飾演莎拉瓦而獲得廣泛關注，人氣攀升，並獲選拍攝改編自神尾葉子的漫畫《花樣男子》的電視劇《流星花園》中的Thyme（相對於道明寺司的角色）。

## 音樂作品

### 原聲大碟
- 《因為我們天生一對：特別專輯》（2021年）
- 《Sad Movie》（2021年）
- 《You Make Me Smile》（2021年）
- 《Lost&Found》英文單曲（2022 年）
- 《F4泰國流星花園電視劇原聲大碟》（2022年）

## 書籍作品

### 寫真集
| 發佈年份 | 發佈日期 | 書籍資料                                                                                                   | 詳細資料 | 來源    |
| -------- | -------- | --- | --- | ------- |
| 2021年   | 6月15日  | 《DEPTH OF BRIGHT》 - 語言：（泰文） - 售價：950泰銖（普通售價） 850泰銖（提前預訂） - 出版社: GMMTV       | 內容物 1. 寫真集（20.3 x 25.4 cm，共150頁） 2. 簽名相照 （5 x 7"，2張） 3. 迷你相照（2.1 x 3.3"，1張） 4. 寫真集相框 （20.6 x 25.8 cm，封面附有印有“BRIGHT”字眼的本人照片） | [ 124 ] |
| 2022年   | 4月11日  | 《BWDN PhotoBook》 - 售價：950泰銖（普通售價） - 出版社: GMMTV                                             | 內容物 1. 寫真集（21.5 x 24 cm，共160頁) 2. 簽名相卡 （4 x 6 inch) 3. 獨家照片卡 (5.5 x 8.5 cm)                                                                             | [ 125 ] |
| 2022年   | 12月24日 | 《SIDE BY SIDE BRIGHT WIN CONCERT SPECIAL EDITION PHOTOBOOK》 - 售價：690泰銖（普通售價） - 出版社： GMMTV | 內容物 1. 寫真集（22 x 29 cm，共80頁) | [ 126 ] |

## 榮譽及成就
憑藉《因為我們天生一對》系列中飾演莎拉瓦而獲得廣泛關注，並獲得多個獎項與提名，包括在亞洲明星盛典獲得演員部門Asia Celebrity獎；同時，入選《HOWE雜誌》50位最具影響力人物榜單、《時尚 (泰國版)》100位時尚界最具影響力泰國人物榜單、《King Choice》2021年100位最具魅力亞洲名人榜單第五位及《TC Candler》全球百大帥哥第六十七位。

## 外部連結
- 瓦奇拉维特·奇瓦雷的X（前Twitter）
- 瓦奇拉维特·奇瓦雷的Instagram帳戶（私人賬戶）
- 瓦奇拉维特·奇瓦雷的Instagram帳戶（攝影）
- 瓦奇拉维特·奇瓦雷的新浪微博